# Carlos Alberto Vela Garrido
Carlos Alberto Vela Garrido (nascut a Cancun, Mèxic l'1 de març del 1989) és un exfutbolista mexicà.

## Trajectòria

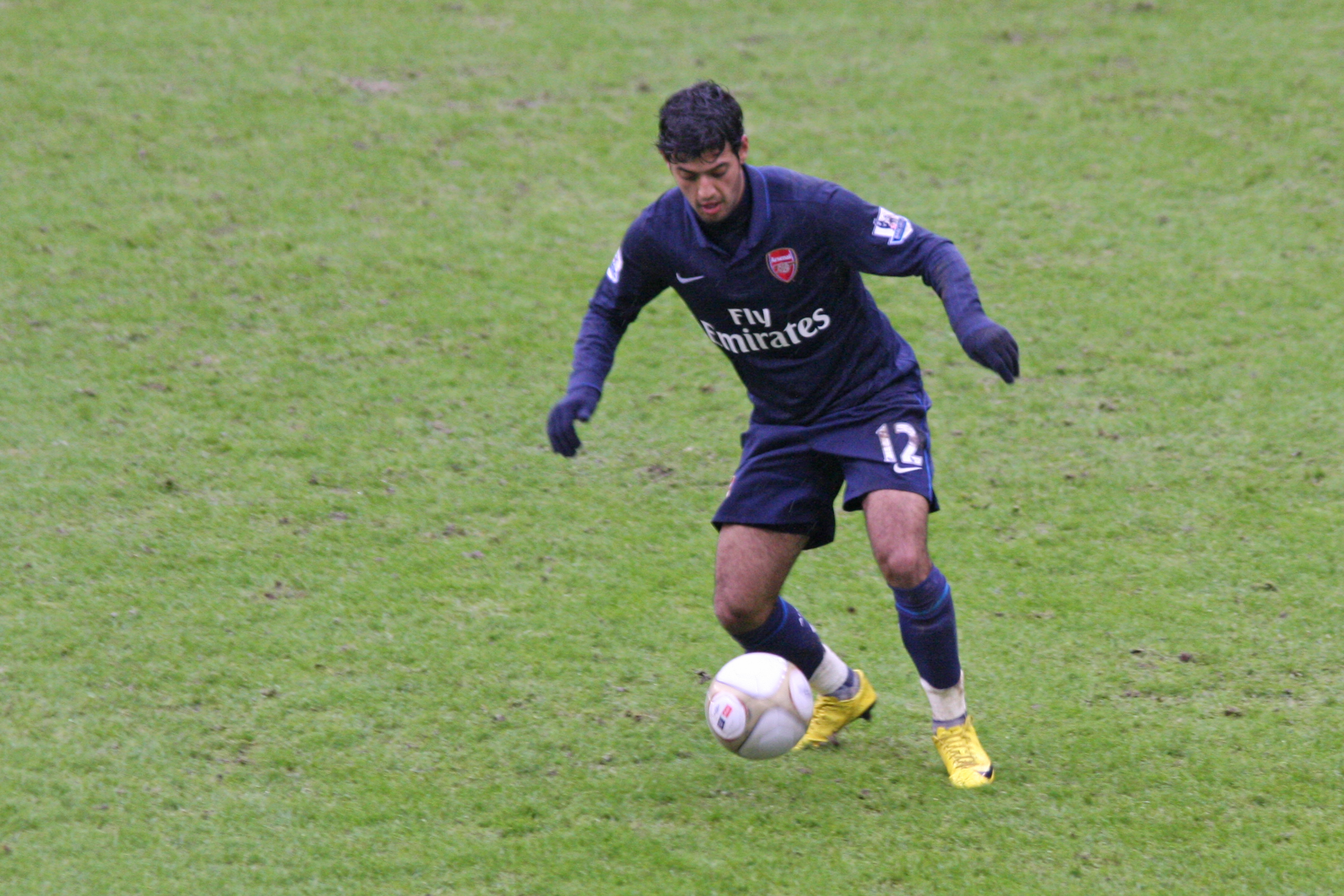
Carlos Vela a l'Arsenal el 2010

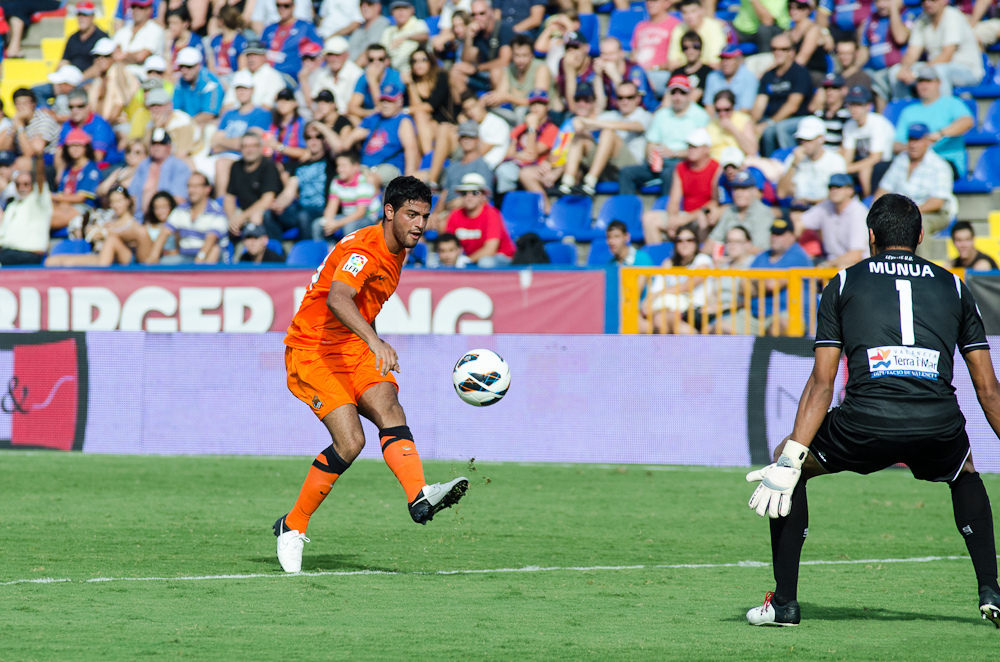
Vela davant el porter del Llevant Gustavo Munúa el 2012

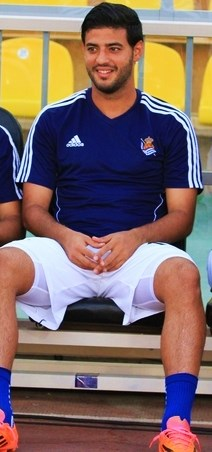
Carlos Alberto Vela Garrido amb la Reial, el 2014

### Club Deportivo Guadalajara
Abans d'arribar a Europa, Vela va començar la seua carrera amb el Club Deportivo Guadalajara de Mèxic. Sense arribar a debutar amb el primer equip del Guadalajara, va ser seleccionat per a participar en la Copa Mundial Sub-17 de 2005 amb la Selecció Mexicana. Vela va ajudar el seu equip a assolir aquell Campionat del Món, ja que va ser una peça important en la final davant Brasil, en la qual van derrotar els sud-americans per 3:0. Carlos Vela es va proclamar com el màxim golejador del torneig, marcant cinc gols.
Després de la seua gran actuació en el campionat, Vela va atraure l'interès de diversos equips europeus, i va anar l'Arsenal FC qui va fitxar el jugador el novembre de 2005 amb un contracte per 4 milions d'euros i cinc temporades. No obstant això, a causa de les restriccions amb l'edat de la FA Premier League, Vela no podia efectuar el seu debut a Anglaterra fins a 2007 per la qual cosa va ser cedit al Celta de Vigo immediatament després d'arribar a l'Arsenal.

### UD Salamanca
L'estiu de 2006 sense haver debutat àdhuc com professional, el Celta no podia mantenir el jugador en el seu planter degut al fet que tenia massa jugadors extracomunitaris, pel que Vela va ser cedit a la Unió Esportiva Salamanca per a la temporada 2006-2007 en Segona Divisió, amb la qual va completar una remarcable temporada jugant 31 partits i marcant huit gols.
Posteriorment la directiva del FC Arsenal no li va agradar que jugara en un equip de segona divisió i va anar en eixe llavors cedit al CA Osasuna.

### Osasuna
Posterior a l'eliminació del seleccionat mexicà en el mundial de la categoria és cedit al Club Atlético Osasuna per un any, per part de l'Arsenal Football Club amb possibilitat d'ampliació a dos anys però sense opció de compra, amb el qual el jugador podria aconseguir la seua nacionalització. El 31 d'octubre de 2007 Carlos Vela va marcar el seu primer gol en primera divisió, va ser el tercer del partit per al CA Osasuna qui va vèncer el Real Betis Balompié 3-0. En el club navarrès Vela va respondre a les expectatives i malgrat la seua joventut, va ser un dels puntals de l'equip. Va assolir jugar 32 partits oficials amb aqueix mateix club, amb tres gols, i es va caracteritzar per jugar en la banda esquerra donant bones assistències de gol com també bons desbordes i despenjades.

### Arsenal FC
L'Arsenal FC va obtenir el 22 de maig del 2008 un permís de treball per a Carlos Vela que així va tenir l'oportunitat de jugar en la Premier League. Vela porta la samarreta nombre 12 amb l'Arsenal FC.
El 28 de juliol de 2008 Carlos Vela s'estrena com golejador del club Arsenal FC marcant un hat-trick en la golejada 10-2 davant l'equip austríac Burgenland XI, ha marcat cinc gols actualment en els partits de pretemporada amb el club sent un dels màxims golejadors del club durant la pretemporada. El jove futbolista després dels jocs de preetemporada on va tenir una bona actuació entre ells en el torneig amistós d'Amsterdam on es coronen campió i solament va marcar un gol en l'encontre durant el Sevilla FC.
El 30 d'agost del 2008 Carlos Vela debuta oficialment al club Arsenal FC va fer la seua presentació a l'entrar de canvi al minut 63 pel seu company Robin van Persie. L'encontre acabà amb el marcador a favor dels Gunners 3-0.
El 17 de setembre del 2008 Carlos Vela debuta en la Lliga de Campions davant el club Dynamo Kíev, va entrar de canvi al minut 83 pel seu company d'equip Robin van Persie. L'encontre va acabar en un empat a 1-1.
El 23 de setembre Vela va marcar un hat-trick oficialment amb l'Arsenal FC davant el Sheffield United, a més va ser el seu debut en el torneig de la Carling Cup. Vela va disputar tot l'encontre i va contribuir amb una assistència amb el marcador final 6-0. Més tard el 16 de febrer de 2009 va debutar en la FA Cup en un partit contra el Cardiff City, Vela va començar de titular i va servir com assistent pel primer gol d'Eduardo da Silva, va eixir de canvi al minut 74 acabant l'encontre 4-0.

### Reial Societat
El 16 d'agost de 2011, l'Arsenal FC va cedir el jugador a la Reial Societat per un any. El dia 17 fou presentat a l'estadi d'Anoeta davant de més de 1000 aficionats. El 2014 la Reial Societat va anunciar que havia arribat a un acord amb l'Arsenal per prorrogar la cessió i renovà el jugador fins al 2014.